# Theater Naumburg

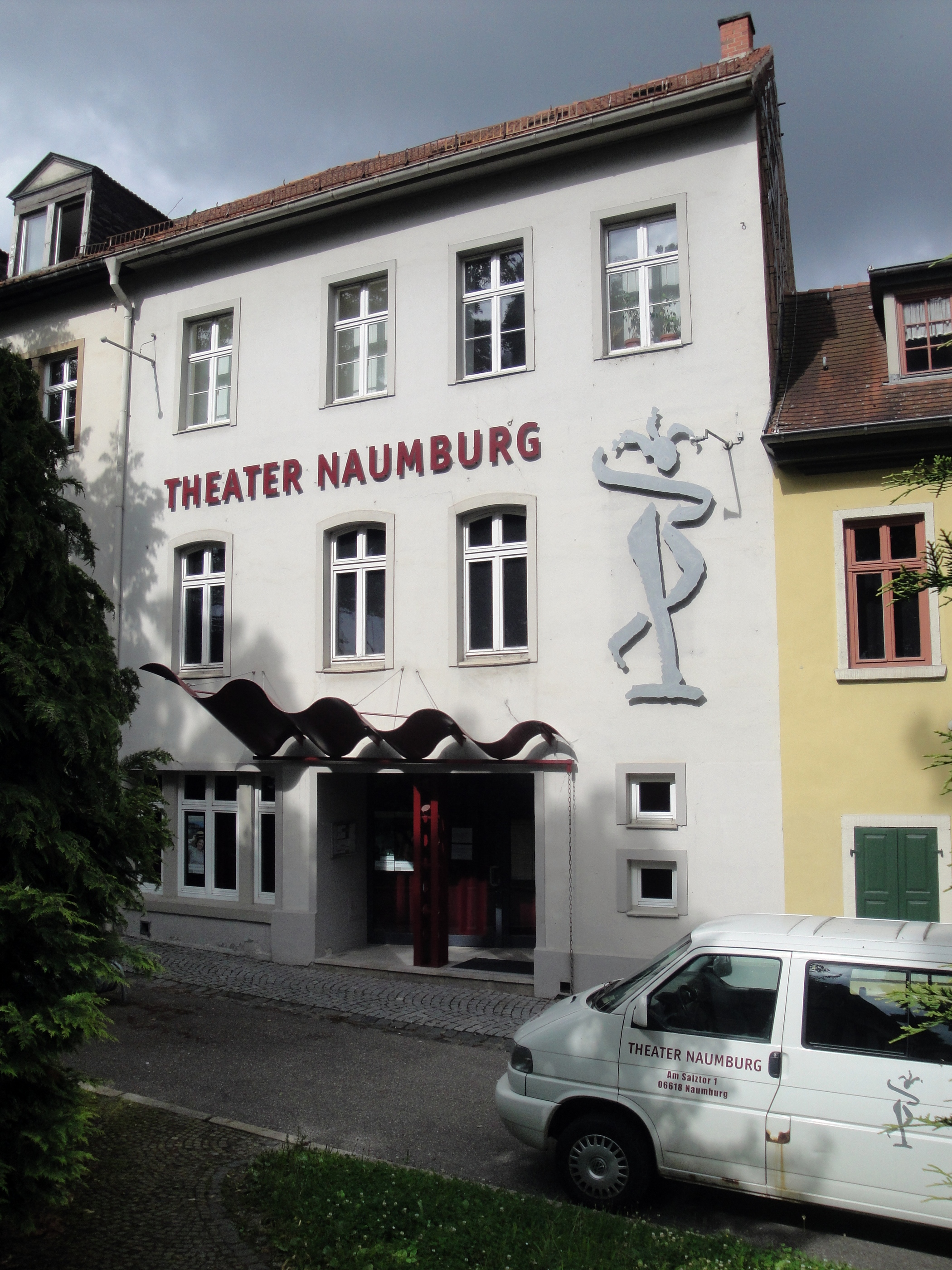
Theater Naumburg am Salztor

Das Theater Naumburg ist ein Theater im sachsen-anhaltischen Naumburg (Saale), in der Saale-Unstrut-Region. Sowohl Schauspiel als auch Kinder- und Jugendtheater sowie Figuren- und Puppentheater vereint das „Kleinste Stadttheater Deutschlands“ mit rund zwölf Mitarbeitern unter einem Dach.
Ende 2018 wurde bekannt, dass ein Umzug des Theaters an einen neuen Standort geplant sei.

## Gebäude
Das Theater Naumburg befand sich bis zu seinem Umzug im Gebäude der ehemaligen Gaststätte „Goldener Hahn“ und im benachbarten Haus „Uhren Wesemann“. Außerdem nutzte das Theater die beiden 1835 erbauten Salztor-Häuser als Probenraum und als Werkstatt für vorrangig Holzarbeiten. Zusätzlich gibt es einen ausgelagerten Puppenfundus. 2025 hat das Theater eine komplett neu gestaltete Spielstätte im ehemaligen Alten Schlachthof nahe des Hauptbahnhofs bezogen.
Weitere Produktionen außer Haus finden zum Beispiel im Marientor, im Nietzsche-Dokumentationszentrum sowie im Kunstwerk Turbinenhaus innerhalb von Naumburg statt.

## Theaterpreis des Bundes 2017
In der Spielzeit 2016/17 erhielt das Theater Naumburg neben sieben weiteren Bühnen den mit 115.000 € dotierten Theaterpreis des Bundes für seine Arbeit. Die Staatsministerin bei der Bundeskanzlerin, Monika Grütters, MdB, begründete die Entscheidung damit, dass „das Theater Naumburg de facto eine Theaterneugründung ist: 2009 wurde es von einer Puppenbühne in ein Ensembletheater umgewandelt. Seitdem entwickelt es als kleinstes Stadttheater Deutschlands ein Programm für alle Generationen – und greift insbesondere seit 2015, als Stefan Neugebauer die Intendanz übernahm, weit in die kleine, aber geschichtssatte Stadt aus, erobert Kirchen, Museen, Gerichtssäle – und das Publikum. Dabei gelingt ihm zum Beispiel mit nur vier Ensemblemitgliedern auch Goethes „Faust“ an zwei verschiedenen Spielstätten – nah am Text und doch originell. Dieses Engagement möchten wir mit der Preisverleihung ebenso würdigen wie den Mut der Kommune, in Zeiten, in denen eher über Ensemble- und Theaterschließungen nachgedacht wird, ein eigenes Ensemble aufzubauen.“

## Puppenausstellung „Holzköppe und Strippenzieher“
Über viele Jahrzehnte machte sich das Marionetten- und Puppentheater im ganzen Land einen Namen. Bis 2018 sind rund neunhundert Puppen entstanden – jede in liebevoller Handarbeit. Anlass genug für das Theater Naumburg die interessantesten einhundert Puppen und Figuren aus dem Fundus in einer einmaligen Präsentation dem Publikum zugänglich zu machen. Die Puppenausstellung „Holzköppe und Strippenzieher“, die durch den Theaterpreis des Bundes gefördert wurde, konnte vom 18. August bis zum 28. Oktober 2018 in der Marien-Magdalenen-Kirche besichtigt werden. Sie wurde von der Naumburger Puppenspielerin und Regisseurin Kristine Stahl und dem Kölner Figurenbauer und Bühnenbildner Andreas Becker gestaltet.

## Freundeskreis
Der am 21. April 1995 gegründete Verein Naumburger Theater- und Kinofreunde e. V. verfolgt als Freundeskreis ausschließlich und unmittelbar gemeinnützige Zwecke durch ideelle und materielle Förderung der Kulturarbeit im Zusammenhang mit dem Theater Naumburg und dessen Künstlern. Die vielfältige Förderungskultur bedarf dabei immer wieder und stetig neuer Ideen, tatkräftiger Unterstützung, gemeinsames Handeln sowie materielle Zuwendungen.

## Weblink
- Website